# Long John Silver’s

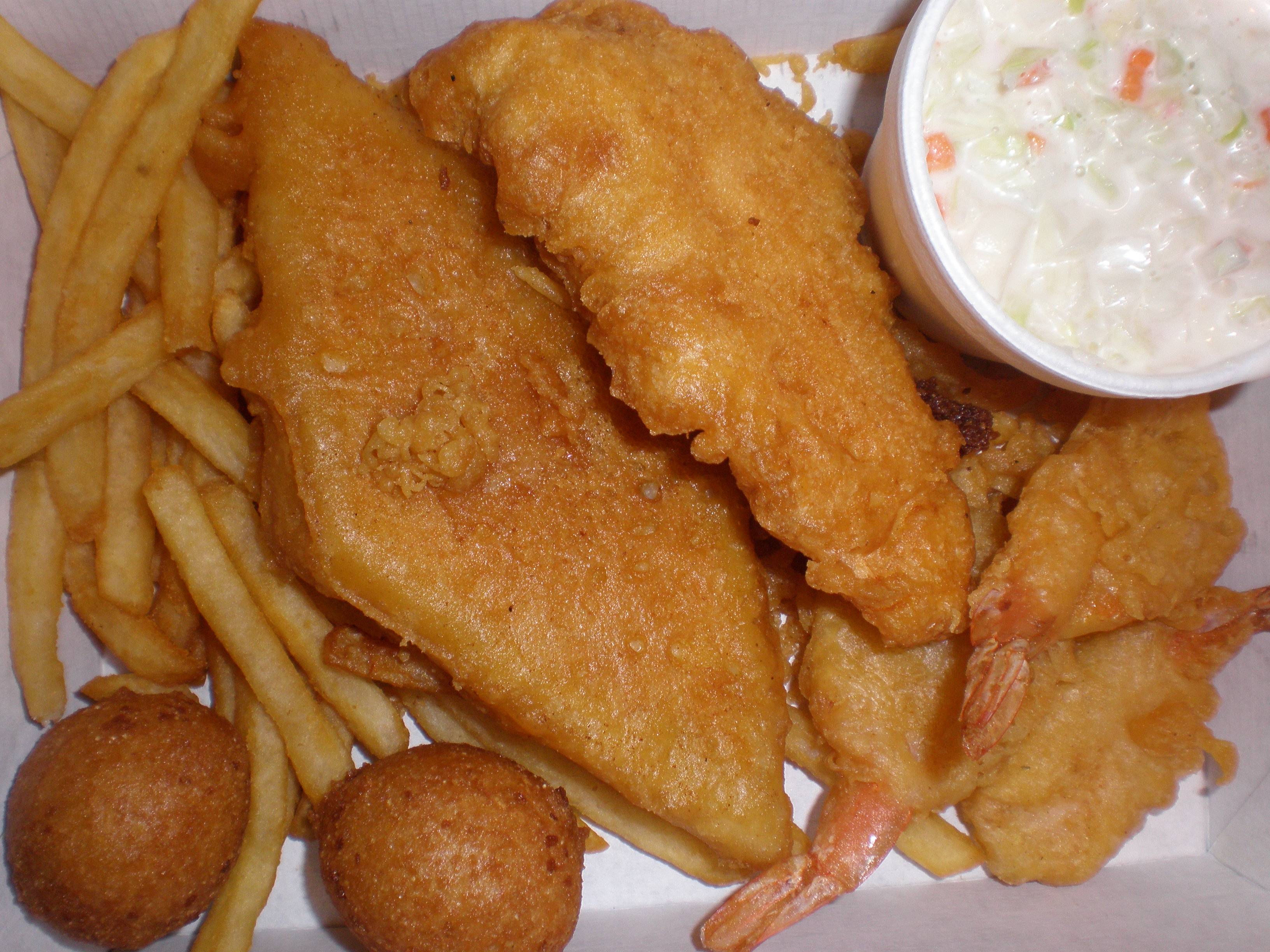
Zusammenstellung eines typischen Long John Silver’s Meals mit einem Stück frittiertem Fisch, drei Shrimps, einem Hähnchenstück, Coleslaw, Pommes frites und zwei Hushpuppies.

Long John Silver’s ist eine auf Fisch und Meerestiere spezialisierte Schnellrestaurantkette, die vorwiegend in den USA, aber auch in anderen Ländern der Welt Filialen betreibt. Im Angebot sind vor allem frittierter Fisch, Meeresfrüchte und Beilagen wie Hushpuppy und Coleslaw, Sandwiches, frittierte Hummerstücke und Hühnerprodukte.
Die Kette gehörte von 2002 bis 2011 neben Pizza Hut, Kentucky Fried Chicken und Taco Bell zu Yum! Brands.
Der Name der Marke wurde aus dem Roman Die Schatzinsel von Robert Louis Stevenson entlehnt, in dem der Pirat und Schiffskoch Long John Silver einer der Hauptakteure ist.

## Filialen

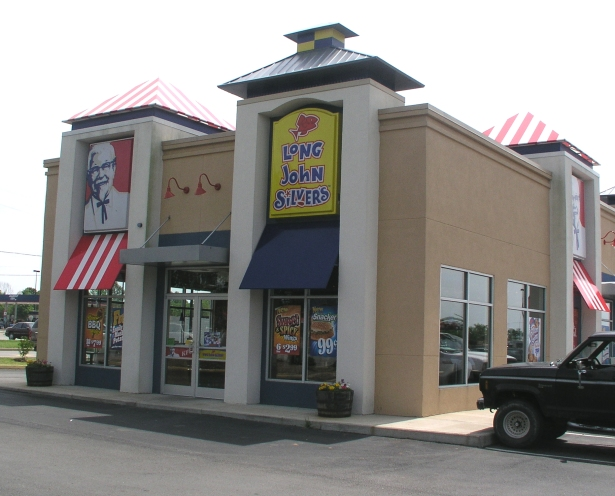
Haus mit KFC und Long John Silver’s

Long John Silver’s betreibt 2010 weltweit 1200 Filialen, dazu mehr als 200 Niederlassungen in Häusern mit Filialen anderer Marken von Yum Brands!. Die meisten Unternehmen der Kette befinden sich in den USA. In Neuseeland gab es 2010 14 Filialen. Diese haben auf ihrer Speisekarte auch regionale Fische. In Singapur gab es im gleichen Jahr 31 Filialen, auch in Taiwan gibt es mehrere Filialen. Ein Restaurant in Großbritannien wurde zuerst von Long John Silver’s betrieben, dann aber wegen schlechten Verkaufserfolges vom Schwesterunternehmen Kentucky Fried Chicken übernommen.
Auch andere Expansionsversuche schlugen fehl, so ein Restaurant in Australien und Versuche der 1970er bis 1990er Jahre, sich in Kanada zu etablieren. Bis zur Mitte der 1990er waren alle dort bestehenden Restaurants wieder geschlossen. Zwei weitere, 2006 gegründete Filialen wurden ebenfalls wieder geschlossen.

## Weblinks

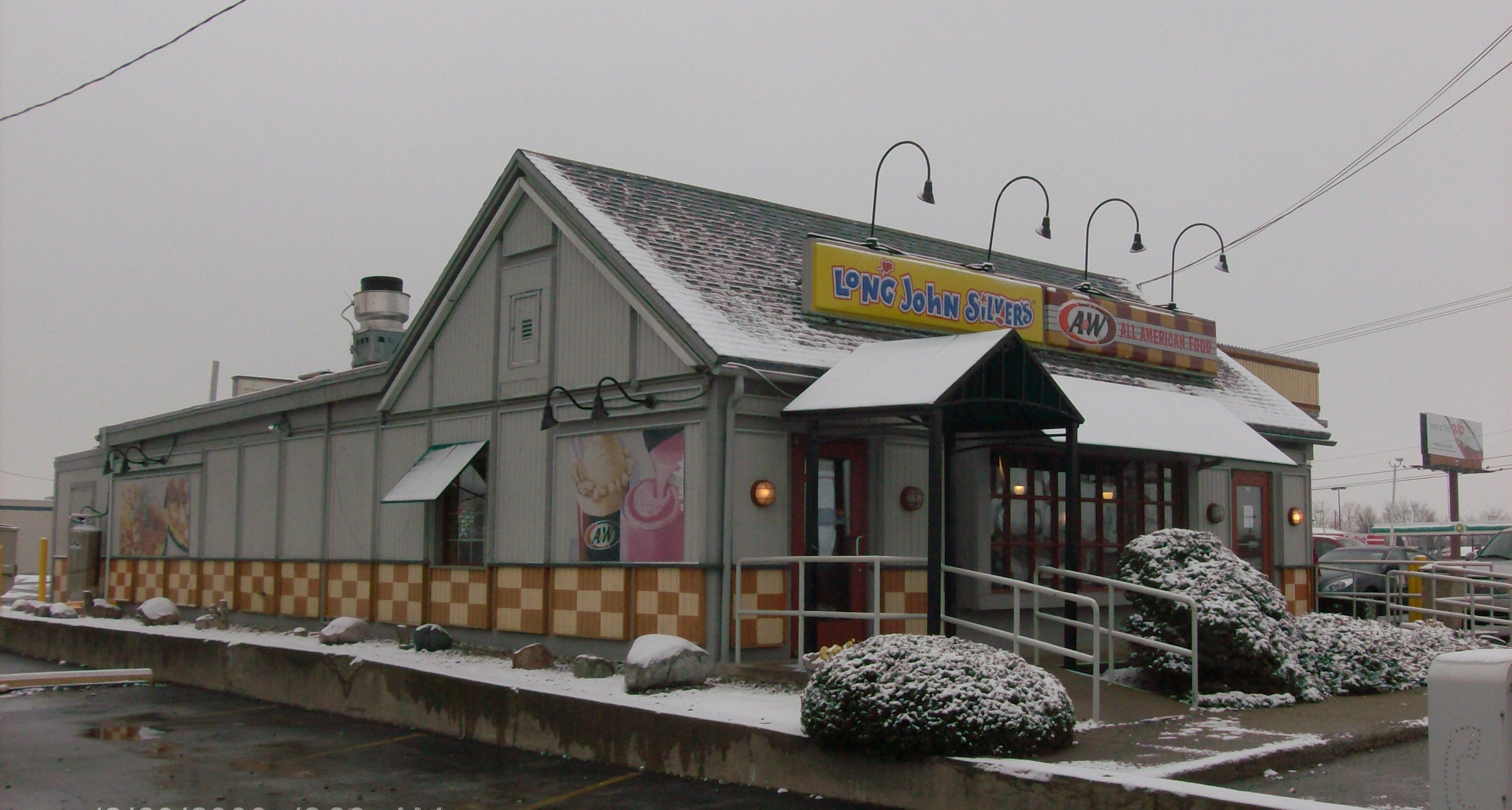
Haus mit A&W und Long John Silver’s